# Berga äng
Berga äng är ett naturreservat i Örebro kommun i Örebro län.
Området är naturskyddat sedan 1997, som domänreservat från 1942, och är 3 hektar stort. Reservatet som tidigare var en slåtteräng med lövträd är nu en tät lövskog med främst ek.